# Villapriolo
Villapriolo è l'unica frazione di Villarosa, comune italiano del libero consorzio comunale di Enna in Sicilia.
Sorge a 560 metri sul livello del mare, conta circa 580 abitanti e si colloca a 7 km dal centro abitato di Villarosa. Centro agricolo posto nel cuore della Sicilia centrale si distingue e vanta diversi tipi di coltivazione di importanza storica, tipicamente mediterranea: grano, olive e mandorle, anche per l'allevamento di bestiame e cavalli.
Villapriolo è stato denominato "Paese Museo", per la presenza di piccoli musei a tema di civiltà contadina e mineraria. Le abitazioni di questo piccolo centro sono state trasformate in vere e proprie Case-Museo, dove si può conoscere ed ammirare le origini e le tradizioni di Sicilia, specchio fedele della storia agricola e mineraria.

## Geografia fisica
A Est si apre il panorama più ampio: procedendo, con il sole, da est verso nord, si nota l'Etna (distante in linea d'aria circa 80 km, che da 3343 m s.l.m. domina gran parte della Sicilia orientale), e a dominarli all'orizzonte le Madonie, secondo sistema montuoso siciliano dopo l'Etna, sfiorando i 2000 m. Mentre osservando verso Sud si può ammirare la città di Enna nota per via dell'altitudine, essere il capoluogo di provincia più alto d'Italia. Sullo sfondo nelle colline di fronte al paese, guardando verso nord, si nota il castelletto della miniere locale di salgemma.

## Storia
Fu fondata nel 1515 e successivamente distrutta da un terremoto nel 1693. Il paese, feudo di un'importante famiglia aristocratica siciliana, di origini medievali i Notarbartolo, sorse nel 1735 sulle rovine della preesistente fattoria posta a circa 1 km dall'attuale centro abitato, per volere Filippo Notarbartolo Cipolla, erede del Duca Giovanni Notarbartolo, della famiglia di Francesco Notarbartolo Moncada, investito dal titolo di Conte di Priolo. Proprietario della contea di "Massa du Priolu" o "Contea di Priolo" e dei feudi di "Giurfo Montano, Sottano, Marcato Vecchio e della contrada Viglio. Si conferma l'esistenza della prima comunità composta da un centinaio di case con un migliaio di abitanti, dopo il terremoto che distrusse il piccolo centro, le nuove abitazioni qualcuna ancora esistente furono costruite su due file, l'una di fronte all'altra, da Nord a Sud con pietre calcaree lungo l'attuale Via Roma allora Via Maggiore.
Attorno al nuovo sito, negli anni che precedettero la nascita di Villarosa, si stabilirono una cinquantina di famiglie incoraggiate dal Duca Notarbartolo con lo scopo di popolare il paese con la promessa di avere in dotazione una casetta e un appezzamento di terreno da coltivare. Lo scopo essenziale non era soltanto quello di arginare il brigantaggio, ma di far coltivare i terreni di proprietà del Duca. Nel frattempo insieme a coloro che lavoravano la terra si unirono i lavoratori delle Miniere di Zolfo di Sicilia sorte attorno al piccolo villaggio. L'acqua elemento primo per la sopravvivenza veniva pagata a caro prezzo al carro botte che passa due o tre volte al giorno. Chi era più fortunato e possedeva un mulo si recava nelle vicine sorgenti di contrada Gennaro, Marcato Vecchio e Gaspa La Torre. Le donne per fare il bucato erano costrette a recarsi con le masserizie sulle spalle presso il fiume Morello e tali indumenti venivano lavati con la "Lisci" e la "Cenere". Questo via vai durò fino al 1916 anno in cui ebbe inizio il primo impianto idrico con la costruzione della prima vasca di raccolta e le installazioni delle prime fontanelle ad uso pubblico sparse per il paese. Mentre la prima illuminazione pubblica ebbe inizio solo intorno al 1913, anno in cui vennero installate le prime lampade ad acetilene, ed era compito del "Lampiunaru" accenderle non appena buio e spegnerle ai primi bagliori dell'alba. Questo tipo di illuminazione fu usato fino al dopo guerra per poi stipulare un contratto tra il Comune e l'azienda Generale elettrica. La fine dei lavori e l'accensione delle lampade si inaugurarono in occasione della festività del SS. Crocifisso nell'anno 1949. Attorno ai ruderi del vecchio “Marcato” rimasero gli ovili che, ancora oggi, portano il nome di “Marcato Vecchio” per distinguerlo dai nuovi ovili realizzati attorno alla villetta che il Duca Notarbartolo fece erigere.
Tutto il complesso venne chiamato “Marcato Nuovo” che, inizialmente, fu appellato “Villapriore” e in seguito, nella bocca del popolo si mutò in Villapriolo. A poche centinaia di metri dal centro abitato sono state spesso ritrovati dei reperti archeologici risalenti all'epoca greca, tuttavia l'attuale insediamento risale ad epoche più recenti.

## Popolazione
Il calo demografico è stato in parte a causa della crescente disoccupazione che ha attanagliato il Mezzogiorno, la cittadina è stata colpita da un repentino fenomeno di emigrazione. Gli emigranti hanno raggiunto località del nord Italia e di tutti i continenti in particolar modo Belgio, Francia, Germania e America.

## Monumenti e luoghi d'interesse

### La Torre civica

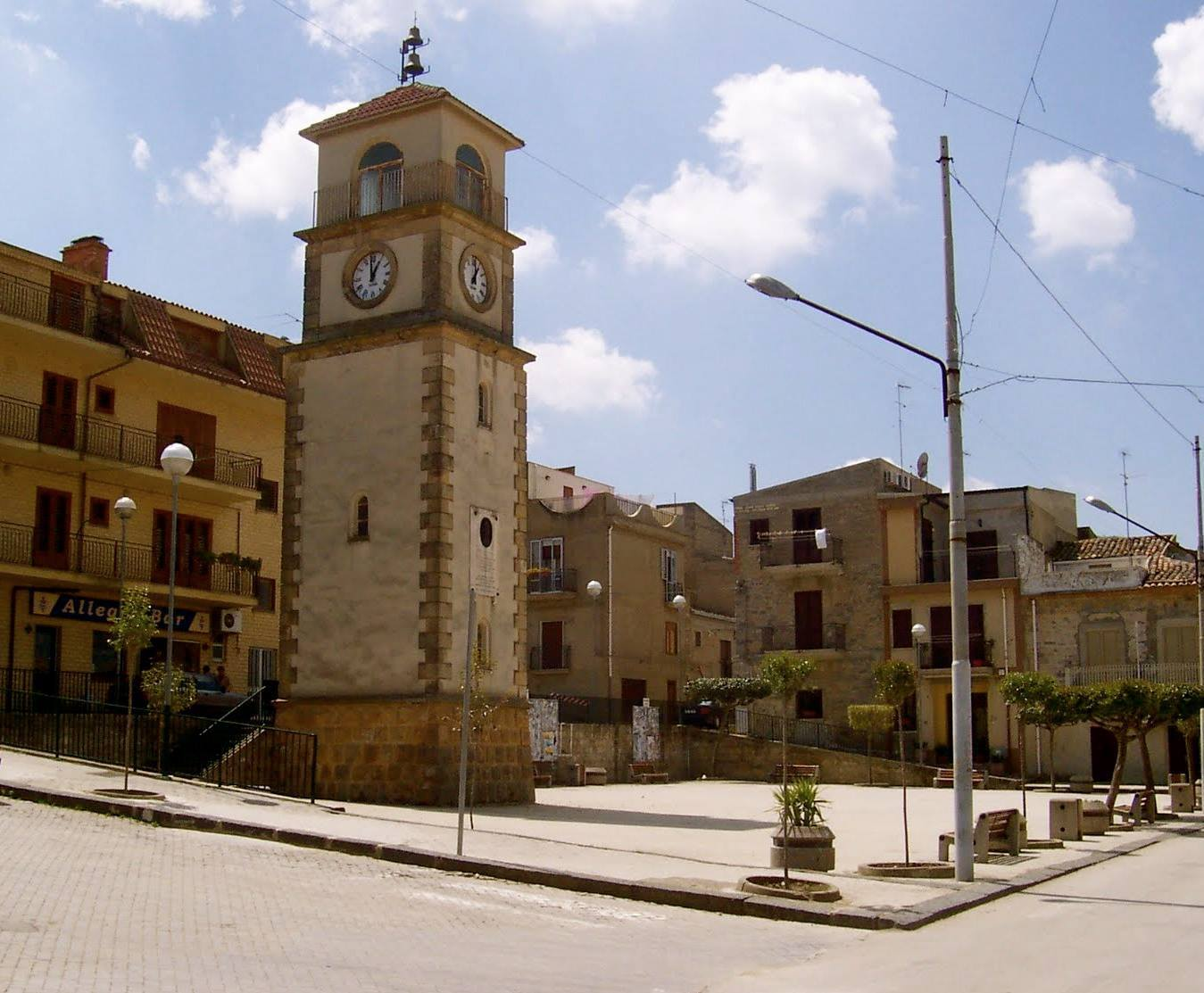
Piazza La Furia

Il monumento più importante è la torre civica con l'orologio che sorge al centro della piazza principale del paese, il quale prende il suo nome, in ricordo del Cav. La Furia e segna con i suoi rintocchi il tempo. La torre è a pianta quadrata in muratura, delle dimensioni di 4,70x3,80 m e alta 15 m. La base è realizzata con pietra bugnata mentre i prospetti in elevazione si presentano intonacati. Nella parte superiore della torre è dotata di quattro aperture ad arco che permettono l'affaccio sulla piazza. Sulla copertura è presente una bandiera segnalatrice dei venti e le campane dell'orologio che segnano le ore e i quarti e con i loro rintocchi segnano il passare del tempo. 
Il meccanismo dell'orologio e delle campane è della azienda Trebino (dal 1824), conosciuti in tutto il mondo quali maestri orologiai e provetti campanari anche fornitori della Città del Vaticano. 
Nella prima facciata della torre porta una lapide che porta le seguenti parole:
La piazza è luogo di interesse per feste ed eventi. La piazza viene allestita in occasione della festa del patrono del paese che viene festeggiato il 23 agosto.

### La Chiesa di San Giuseppe

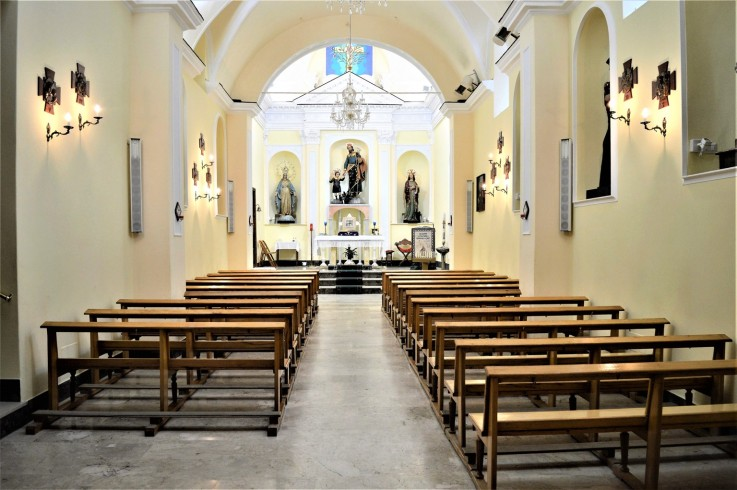
Chiesa di San Giuseppe

L'antica chiesa del Duca Notarbartolo fu ingrandita e prese il nome di Santissimo Sacramento; nel 1897 venne realizzato nel suo interno l'attuale "Coro" e solo il 23 maggio 1935, venne eretta al rango di Parrocchia intitolata a San Giuseppe. La chiesa è di forma rettangolare costituita da un'unica navata fiancheggiata da nicchie dove sono collocate statue di produzione artigianale sia in legno che in gesso, di vari santi. Lungo le pareti sono collocati dei basso rilievi in legno raffiguranti la Via Crucis. Il pavimento originario è stato rifatto in marmo così come l'altare e il tabernacolo, che originalmente erano in legno. La zona dell'altare è ricca di stucchi e sono collocate tre nicchie, le due laterali ospitano le statue di San Giuseppe e l'Immacolata, mentre in quella centrale vi è il tabernacolo in marmo rosa. Nel paese verso la fine del Settecento esistevano due luoghi di preghiera. La Chiesa Vecchia che venne abbattuta dopo essere stata danneggiata dal terremoto del 1693 dove adesso sorge l'Edificio Municipale e la Cappella del SS. Sacramento l'attuale chiesa di San Giuseppe.

### Il Calvario

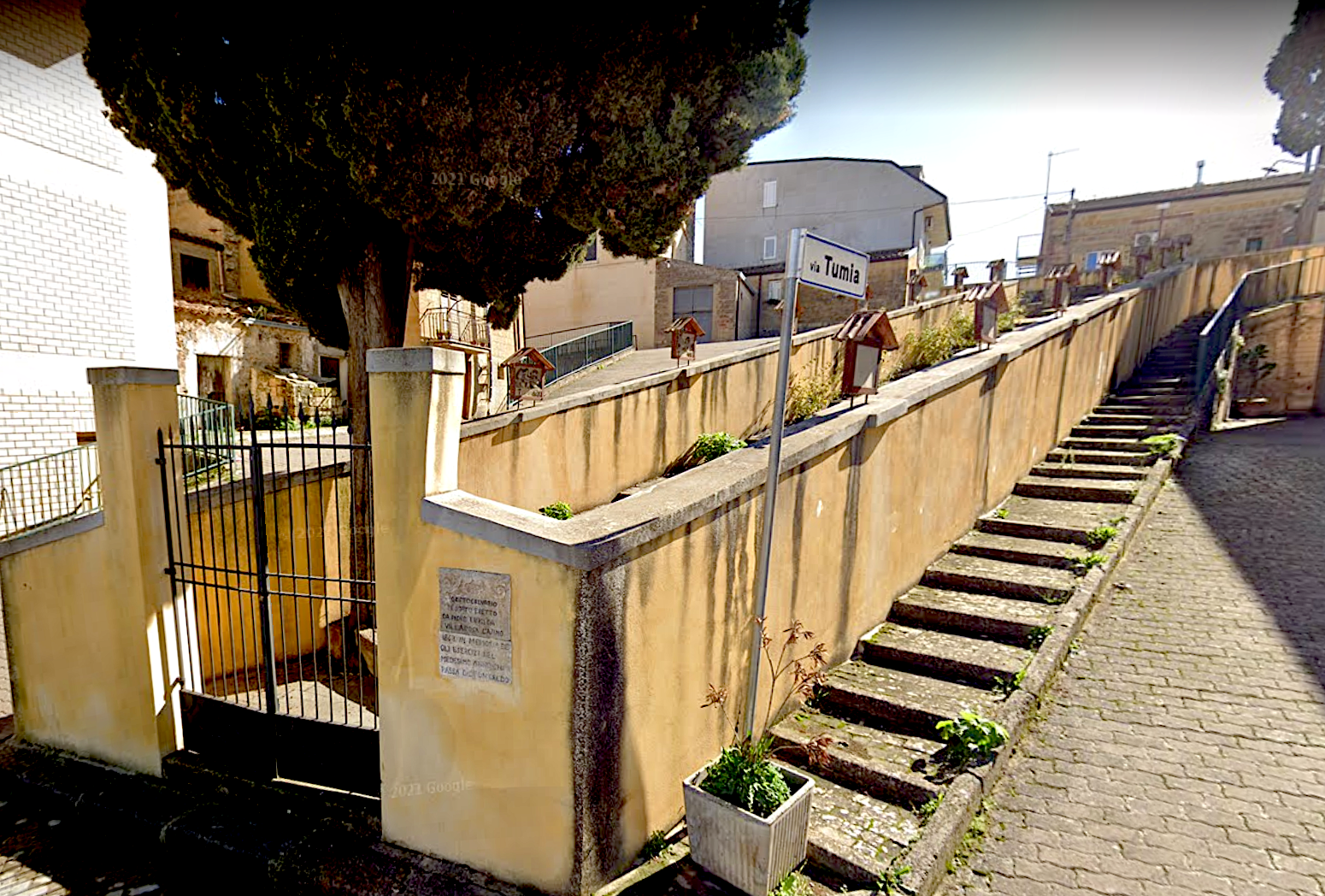
Calvario SS. Crocifisso

Venne costruito nel 1857, per volere di Padre Luigi, membro della Confraternita del SS. Crocifisso allora esistente a Villapriolo. Tutte le spese per la realizzazione del progetto vennero affrontate dai fedeli. La costruzione durò quasi tre anni in quanto venne eseguita a mano con pietra locale. Salendo la scalinata possiamo ammirare lungo le pareti dei basso rilievi in pietra raffiguranti la Via Crucis dove viene celebrato ad ogni rilievo la funzione religiosa. Restaurato recentemente nel 2014.

### Case museo

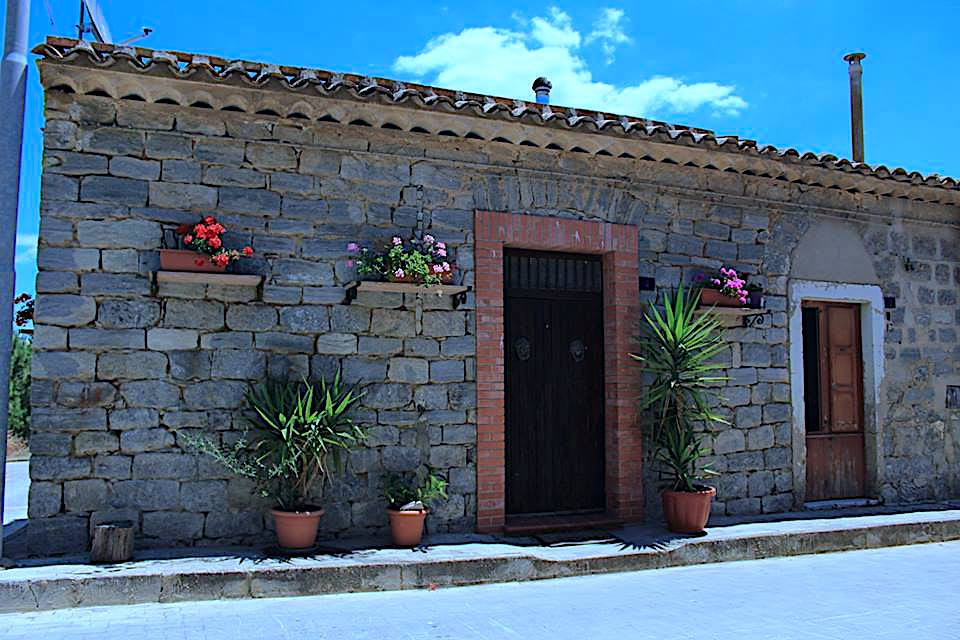
Una tra le tante Case Museo

Villapriolo, piccolo paese museo, alcune case sono state adattate a museo, e all'interno sono state allestite ricostruzioni degli usi e costumi dell'epoca in cui erano ancora in funzione le miniere di zolfo. Si può visitare la casa del contadino e dello zolfataio, la casa dell'emigrante, la bottega del ciabattino, la casa del grano che custodisce un'antica trebbia del 1937 e la tipica casa del contadino, una abitazione dell'800, per arrivare alla stalla e al palmento che si apre su un panorama che si affaccia sotto le pendici del paese e da cui si scorge un vecchio mulino ad acqua. La casa del lavoratore giornaliero, "u iurnataru", è allestita nella casa più antica del centro abitato che risale al 1876. Il lavoratore giornaliero non possedeva terreno e non aveva un lavoro fisso; ogni mattina si recava in piazza in attesa di essere assunto a tempo determinato dai mezzadri. La casa dello zolfataio custodisce svariati e interessanti cimeli, tra cui una cassaforte in ferro utilizzata dal proprietario della miniera per custodire i soldi e un piccolo libretto contabile del 1937 che reca sulla copertina la dicitura "settimanale"; qui venivano registrati i nomi dei minatori, i giorni e gli orari delle prestazioni lavorative, la contabilità per ciascuno di essi e il relativo punteggio di produttività. Si possono ammirare anche i tipici "firlizi" antiche sedie, che alcuni anziani realizzano tuttora. "Quando ce la passavamo male, queste erano le sedie" (cit. di un anziano del paese).

### L'antico mulino
La storia e la tradizione dell'antico molino iniziarono nell'agosto del 1927, periodo a cavallo tra le due guerre, quando il pane e la pasta, generi di prima necessità erano sempre più richiesti. L'antico molino aveva il nome di "Molino S. Giuseppe" con macine a pietre (Mole) mosse da un motore a carbone fossile (tipo Antracite). Adesso sostituito con moderni macchinari, ma è rimasto sede dell'attuale molino da tre generazioni.

## Religione
Le devozioni principali, in paese, sono rivolte a San Giuseppe e al Santissimo Crocifisso.
Le due feste sono celebrate, con grande affluenza dal popolo, la Prima Domenica di Maggio e il 23 agosto. Molto sentita è inoltre la festa di Santa Lucia da Siracusa, celebrata il 13 dicembre.

### La festa del SS. Crocifisso
II Santissimo Crocifisso, festa molto sentita dalla popolazione di Villapriolo, viene festeggiata il 23 agosto, con le classiche solennità. I preparativi iniziano giorno 21 con l'apertura della fiera del bestiame, tuttora in uso, ma anticamente molto più sentita in quanto tutti gli agricoltori e gli allevatori della zona si riunivano col bestiame da vendere o da comprare. All'alba del 23 agosto, la popolazione si desta al suono delle campane, allo sparo dei mortaretti e al suono della banda musicale. È la festa più bella e attesa dell'anno. Dall'estero, dove si trovano per motivi di lavoro, tornano gli emigrati per riabbracciare i famigliari e rendere omaggio al SS. Crocifisso. È l'occasione per stare insieme. La famiglia si riunisce attorno a una grande tavolata, colma di piatti tipici Come i “maccarruna e i cavatiddi” fatti in casa. Per tutta la durata dei festeggiamenti il paese cambia volto, solitamente tranquillo si anima e diventa frenetico. Le strade addobbate con luci particolari, si riempiono con bancarelle ricolme di dolciumi e giocattoli dando una nuova dimensione al paese. La Chiesa viene addobbata con cesti di fiori particolari, come la cosiddetta “vara” dove viene inserita la statua del SS. Crocifisso, pronta per essere portata in processione per le strade del paese in spalla a robusti giovani che si alternano a gruppi di quattro. Il Santo inizia a sfilare accompagnato dal suono della banda musicale e da un folto corteo di fedeli, che partecipano per voto o per grazia ricevuta accompagnando il Santo per tutto il percorso scalzi, altri invece donano al SS. Crocifisso del denaro o fino a qualche tempo fa prodotti della terra come olio o frumento. La processione che si svolge dopo la celebrazione della Messa serale, parte dal sagrato della Chiesa, dove si conclude, dopo avere attraversato via Oratorio, via Roma, via Baglio, via Della Regione. I festeggiamenti proseguono nella tarda serata con spettacoli musicali in piazza Lafuria.

### La festa di San Giuseppe
Patrono del paese, si festeggia a Marzo ed è un evento significativo nella storia del paese. Secondo una tradizione secolare ben consolidata si possono visitare le "Tavulate di San Giuseppe" allestite in abitazioni private, dove il cibo esprime la cultura del luogo e viene preparato il "Pane di San Giuseppe" o “Pupi di San Giuseppi” pane dalle forme particolari, plasmato appositamente per raffigurare gli oggetti quotidiani del Santo falegname. Le tavole vengono imbandite con ogni prelibatezza, dalle frittate varie, alla frutta fresca, ai dolci di ogni tipo. Coloro che vi partecipano fanno una vera e propria esperienza di carità in quanto portano “u truscitiḍḍu” (fagotto) di cibo direttamente a casa degli anziani, che così si rendono partecipi e contribuiscono alla riuscita della festa.

### Santa Lucia da Siracusa
Un avvenimento che viene atteso con particolare interesse è la "Vampa" di S. Lucia. Organizzata dai giovani del paese che si preoccupano a raccogliere la legna nei terreni circostanti o donata da persone che ne hanno fatto voto alla Santa. La legna si raccoglie in luogo per aspettare la sera del 12 dicembre con una processione e successivamente solo dopo le funzioni religiose con la benedizione, avviene l'accensione della "vampa", un grande falò in onore della Santa. La festa si conclude con la "Sagra della Cuccia", piatto tipico della festa a base di frumento cotto. Questa tradizione è un richiamo per gli abitanti dei paesi vicini, che affluiscono numerosi per assistere al grande falò e all'assaggio della Cuccia. Si narra che questa tradizione sia stata tramandata da qualche secolo fa quando avvenne il martirio della Santa, che tutto iniziò nei primi anni del IV secolo, quando i cristiani venivano perseguitati e talvolta uccisi se seguivano la loro dottrina. Questo è quello che successe alla giovane nobile siracusana di nome Lucia che era dedicata a opere di carità donando parte del suo patrimonio ai poveri, ma per ripicca fu denunciata. Per punirla fu ordinata, dal rappresentante romano Pascasio, di portarla in un luogo infame tra le "Donne dannate". Lucia per volontà divina divenne come una colonna di granito e nessuno riuscì a muoverla, nemmeno sei paia di buoi. Allora decisero di torturarla con il fuoco e dopo averla collocata su una catasta di legna le fece ungere il corpo con pece, olio, zolfo e appiccarono il fuoco. Ma uscì illesa allora presi dalla rabbia i soldati furono ordinati di ucciderla con le spade e le infissero una pugnalata sul collo e con le spade le trafissero il ventre. I cristiani presenti alla scena presero il corpo di Lucia e le diedero una degna sepoltura, il luogo divenne meta di pellegrinaggio e di devozione. La tradizione della Cuccìa ha origine verso la metà del XVII secolo, quando la Sicilia era ridotta in miseria. Oltre ai disagi e alle guerre ci fu una grande carestia. Il vescovo di Siracusa si rivolse a Santa Lucia, la statua della Santa per otto giorni fu portata nella Cattedrale, mentre era gremita di fedeli entrò una colomba, la quale fece tre giri dentro la Chiesa e poi si posò vicino al Vescovo. In quel momento nel porto della città di Siracusa erano arrivati dei bastimenti carichi di grano e legumi. Così la popolazione ebbe la possibilità di sfamarsi e fare delle provviste. Il giorno della festa di Santa Lucia è onorato con digiuno particolare. Molti infatti si privano di mangiare pane e pasta e si nutrono di frumento cotto chiamato popolarmente "Cuccìa", per ricordare l'avvenimento accaduto.

### La Pasqua
Le massaie usavano preparare, qualche settimana prima della Settimana Santa, delle uova sode che sistemati su fogli di pasta frolla lavorata a forma di uccelli "Aciddi", tipici dolci pasquali e si distribuivano in segno di amicizia a parenti e amici. La particolarità di questa festa sono le sacre funzioni della Settimana Santa. Il Mercoledì si usa preparare il Sepolcro in devozione a Cristo morto e tutti i fedeli si alternano in preghiera. Nella giornata del Venerdì Santo viene portato in processione per le vie del paese il Cristo morto che finalmente si incontra con la Madonna. La "Ladata" è un canto popolare che rievoca la morte e crocifissione di Cristo che accompagna la processione fino al Calvario, dove allo scoccare di mezzogiorno si ripete la crocifissione. Nel tardo pomeriggio viene riportato in Chiesa ripercorrendo le vie del paese. La "Ladata" melodiosi lamenti, sempre più in tono minore, crea una particolare atmosfera suggestiva. Ancora più preziosa dal fatto che per interi secoli si è tramandata oralmente e solo nella circostanza della processione del Venerdì Santo.

### Il Carnevale
L'usanza più comune era quella di ospitare intere allegre comitive in maschera, capeggiate da un accompagnatore chiamato "Vastuniri" che restava sempre a viso scoperto per farsi riconoscere. Giravano per tutto il paese chiedendo ospitalità e ristoro e se la compagnia era gradita venivano ammessi per un ballo o più. Nei tempi addietro non esistevano ancora le tv, il cinema, i computer e queste feste costituivano un'occasione per stare insieme. Si ballava alla luce di piccoli lumi a petrolio ed al suono di qualche strumento musicale (Fisarmonica, Mandolino o Violino). Si sistemavano le sedie lungo le pareti della stanza e la stanza era pronta per ospitare le persone che potevano ballare nei giri di Valzer, Mazurca, Tarantella e Tango. Per il Giovedì Grasso si usava riunirsi attorno a delle grandi tavolate per consumare tra balli e scherzi di ogni genere i dolci tipici Casatiddi e Sfingi. Era un modo come l'altro per passare in serenità e allegria un giorno di festa. Dagli anni ottanta, grazie alla volontà di giovani, nelle settimane che precedono il Carnevale, si impegnano nella realizzazione di carri allegorici e gruppi di maschere, per sfilare lungo le strade del paese e far rivivere tale festa.

## Le nozze
I matrimoni vengono celebrati nella chiesa San Giuseppe del paese. Le tradizioni, gli usi e costumi che si tramandano da generazioni resistono ancora oggi nel paese, dove il giorno del matrimonio è un giorno unico per raccogliere intorno a sé moltissimi parenti e amici. La festa del matrimonio inizia già qualche sera prima con la classica "serenata", dove i parenti dei rispettivi sposi aprono la casa agli invitati. La chiesa diventa un set, così come piazze, parchi e monumenti luoghi di interesse per le foto ricordo. Il ricevimento di nozze è una tradizione che riassume l'eredità greco-romana dei simposi e dei banchetti che vengono svolti nei ristoranti del posto. Un'altra tradizione sono i compari d'anello, scelti spesso fra gli amici più cari, che offrono in dono alla coppia le fedi nuziali, infatti essi saranno molto più che testimoni di nozze o carissimi amici saranno “compari”.

## Gastronomia
La cucina siciliana è considerata una delle più famose e prestigiose d'Italia, grazie agli influssi che ha subito nel tempo, i suoi piatti infatti richiamano specialità di origine greca, araba, spagnola e di altre civiltà. Numerosi sono gli appuntamenti di carattere gastronomico che si tengono con cadenza annuale ad esempio:
- "Maccarruna" e "Cavatiddi" paste fresche fatti in casa;
- Cudduruni pasta di pane fritta e cosparsa di zucchero;
- Buccellato, specialità tipica locale;
- Mustazzoli biscotto non lievitato di origine araba;
- Lardo salato e speziato, lasciato stagionare in cantina;
- "I Pupi di San Giuseppi” pane dalle forme particolari, plasmato appositamente per raffigurare gli oggetti quotidiani del Santo.

Negli anni passati venivano allestite le tavolate di San Giuseppe o Altari di San Giuseppe in siciliano "Tavuli 'ri' San Giuseppi". Consistono in alcune tavole imbandite di cibarie di vario genere, offerte come ex voto a San Giuseppe durante i festeggiamenti del 19 marzo, venivano preparate nelle case dei devoti che per tutta la giornata rimanevano aperte al pubblico. È una vera e propria arte culinaria diffusa nei paesi dell'entroterra siciliano, dove la devozione al padre putativo di Gesù è particolarmente sentita.

## Economia
L'economia di Villapriolo è basata sul settore primario: agricoltura e pastorizia sono infatti la spina dorsale delle attività imprenditoriali presenti. Inoltre sono presenti le seguenti attività: un mulino, un bar, un ristorante pizzeria, una tabaccheria, uno studio fotografico, due imprese edili e due aziende di produzione di infissi e una farmacia. Troviamo anche un "Centro ricreativo per anziani" autofinanziato, punto di ritrovo per gli anziani del paese e il Circolo Fotografico Siciliano (C.F.S.) un'associazione culturale con laboratorio fotografico per appassionati della fotografia.

## Istruzione
Sono presenti le seguenti istituzioni scolastiche: una scuola materna, una scuola primaria e una scuola secondaria. Per le scuole superiori bisogna recarsi nel capoluogo della provincia di Enna.

## Leggende legate a Villapriolo
Crocevia di miti, leggende e tradizioni sacre e profane millenarie dalle radici che affondano nelle tradizioni, nella religione e nelle più profane credenze popolari.

### Il Cavaliere bianco
Molta gente del posto, per di più anziani, fecero circolare la voce che di notte vagasse un cavallo con un signore tutto vestito di bianco e se qualcuno avesse avuto il coraggio di toccarlo sarebbe diventato ricco, per incanto il cavallo con il cavaliere si materializzava in denaro.

### La Fata della Grotta
Altra leggenda "La fata della grotta" o "a' Grutta Fata", una grotta distante pochi Km dal paesino. Si narra che appariva in sogno e dava delle indicazioni precise su dove andare a trovare un piccolo tesoretto nascosto. Si dovevano seguire correttamente le indicazioni, anche portarsi con sé le persone indicate nel sogno. Chi non seguiva correttamente le indicazioni, scavando nel posto indicato non trovava altro che pietre. La grotta, tuttora esistente, serviva agli abitanti del paese, per ripararsi dai bombardamenti durante la guerra.

## Sport

### Calcio

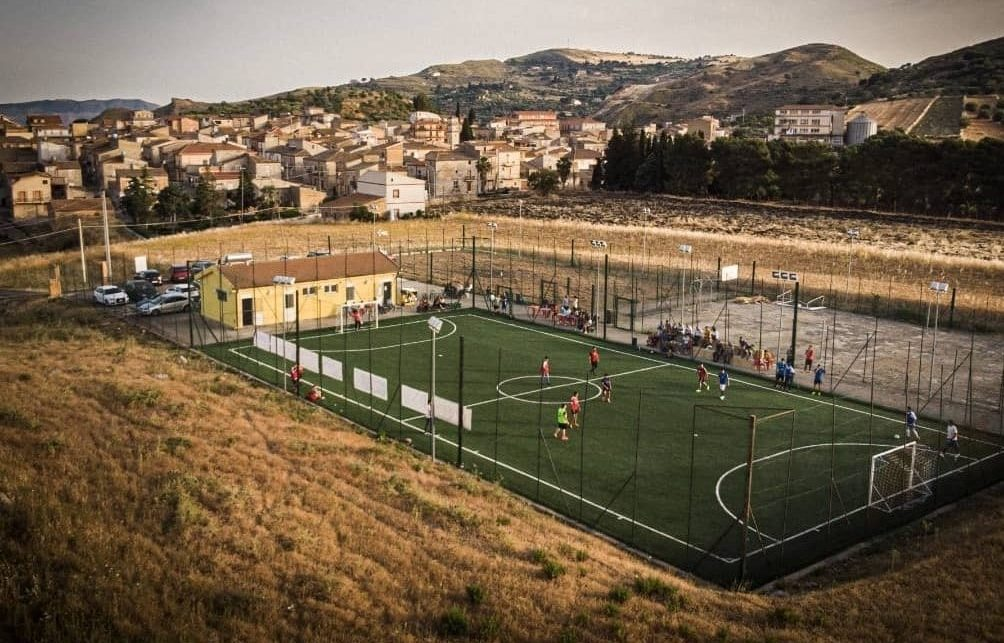
Centro Polivalente di Villapriolo

Il calcio è lo sport più seguito, infatti vengono svolte le attività di Calcio a 5 presso il Centro Polivalente "Felice Crupi" con tornei estivi.

### Automobilismo

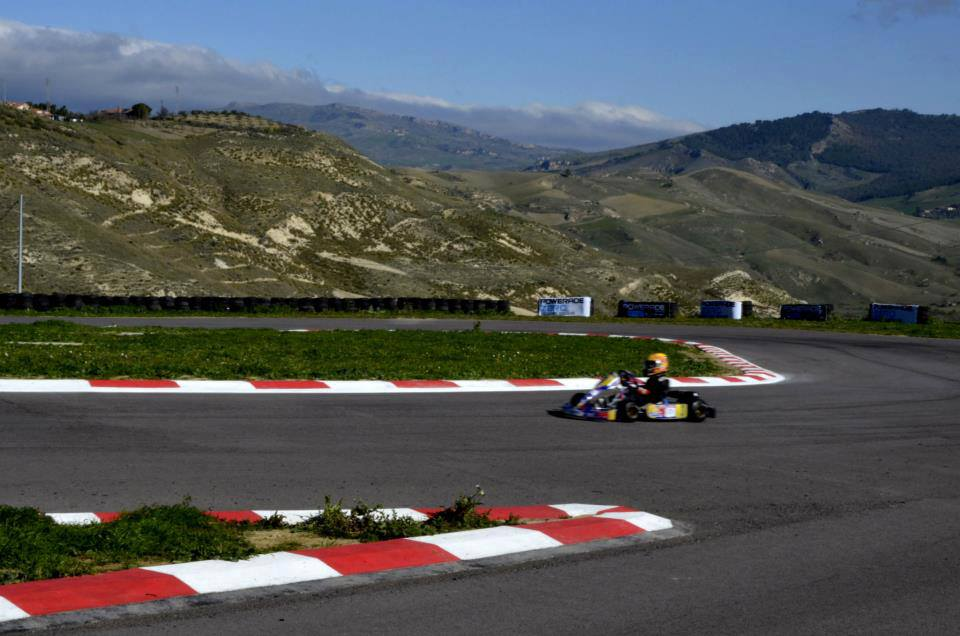
Kartodromo Sicilia Karting

Vi è un kartodromo in contrada Giurfo. Frequentato da appassionati di queste piccole auto provenienti da tutta l'isola. È uno dei circuiti più moderni in Sicilia. Misura 900 metri con una larghezza di 10.